# Trou-poisson
Trou-poisson est un village situé sur la commune d'Iracoubo en Guyane, le long de la route nationale 1. Le village a été fondé vers 1850 par Théodore Golitin et comptait vers 1860 environ 112 habitants selon les archives de l'évêché. La population était de 130 habitants en 1978. Le village a compté une école jusqu'au début des années 1990.
Le village a commencé à décliner au début des années 1980. En 2012, il ne comptait plus que 6 habitants résidents et était le plus petit bureau de vote de France avec 43 inscrits.